# Río Iturzabaleta
El río Iturzabaleta es un curso de agua del norte de la península ibérica, afluente del Zadorra. Discurre por la provincia de Álava.

## Curso
El río, que discurre por la provincia española de Álava, nace de unas fuentes que brotan en el término de Echávarri, en el municipio de Cigoitia. En su curso, que va en dirección norte a sur, baña las inmediaciones de lugares como Apodaca, Mendiguren, Aránguiz y Yurre, para acabar desaguando en el río Zadorra. Aparece descrito en el segundo volumen del Diccionario geográfico-estadístico-histórico de España y sus posesiones de Ultramar de Pascual Madoz con las siguientes palabras:

ARANGUIZ ó ISTURRIZABALETA: r. en la prov. de Alava, y part. jud. de Vitoria: trae su origen de las abundantes fuentes que brotan en térm. de Echavarri (ayunt. de Cigoitia), se dirige por terr. de Apodaca, y en su curso de N. á S. baña por O. los campos de Mendiguren, Aranguiz y Yurre, y se une al Zadorra, despues de haber dado impulso á varios molinos harineros: en su tránsito encuentra algunos puentes de poco valor, y proporciona á los pueblos inmediatos truchas, anguilas, barbos y otros peces.
(Madoz, 1845, p. 429)